# Eddie Rosner

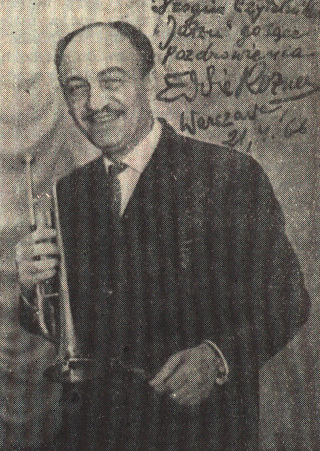
Eddie Rosner

Eddie Rosner (geboren 26. Mai 1910 in Berlin; gestorben 8. August 1976 in West-Berlin; eigentlich Adolph Rosner, gelegentlich auch Adi Rosner, Ady Rozner und Eddy Rosner, russisch Эдди Игнатьевич Рознер) war ein deutsch-russischer Jazzbandleader, Trompeter, Geiger und Kornettist des Swing. Er zählte zu den populärsten Jazzmusikern in Deutschland bis 1933 und in der Sowjetunion der 1940er bis 1960er Jahre, war einer der führenden Bigbandleader und auch als Komponist bekannt.

## Leben und Wirkung
Adi Rosner wurde als Sohn eines polnisch-jüdischen Schusters in Berlin geboren. Nach einem Studium am Sternschen Konservatorium und an der Hochschule für Musik spielte er in Berlin mit den Tanzkapellen von Marek Weber und  Willi Rosé-Petösy und zwischen 1930 und 1933 mit Stefan Weintraubs Syncopators und nahm mit ihnen Schallplatten auf. Wegen seiner jüdischen Herkunft von den Nationalsozialisten bedroht, ging er zunächst nach Belgien und reiste wegen Visumproblemen dann weiter über Zürich und Prag nach Polen, das damals in der Piłsudski-Ära über eine blühende Jazzszene verfügte. 1936 gründete er in Warschau eine siebenköpfige Jazzkapelle. Deren Mitglieder waren der Schlagzeuger Georg „Joe“ Schwartzstein und der Sänger Lothar „Lionel“ Lampel, die mit Rosner emigriert waren.
Die Band hatte rasch Erfolg in Polen, wurde personell erweitert und tourte durch Frankreich, die Niederlande, die skandinavischen Länder und Lettland. In Paris nahm die Formation acht Schallplattenseiten für Columbia auf. In ihrem Repertoire befanden sich Stücke, die Rosner später in der Sowjetunion populär machen sollte, wie „Caravan“, „On the Sentimental Side“ oder „Midnight in Harlem“. Mit den Syncopators spielte Adi Rosner auf Schiffen der Hamburg-Amerika-Linie. Er stand in Briefkontakt mit US-amerikanischen Jazzmusikern wie Gene Krupa. Seine Begegnung mit Armstrong führte zu seiner Bezeichnung als „weißer Louis Armstrong“, nachdem er ein Foto mit dieser Widmung von dem Trompeter erhielt.
Nach Kriegsausbruch floh Rosner mit seiner Frau, der jüdischen Sängerin Ruth Kaminska (eine Tochter der Schauspielerin Ida Kaminska), in die Sowjetunion nach Weißrussland, da der erstrebte Weg in die USA durch den Einmarsch der deutschen Truppen in Polen versperrt war. Er nannte sich fortan „Eddie Rosner“. Im besetzten Lemberg erhielt er eine Einladung aus Minsk und durch die darauffolgende Unterstützung des dortigen ersten Sekretärs der KPdSU, Ponomarenko, eines Jazzfreunds, Gelegenheit, seine Band als staatliches Jazzorchester der weißrussischen Sowjetrepublik (Belostok Jazz) weiter zu führen. So gründete und leitete er das bestfinanzierte Jazzorchester der damaligen Union der Sowjetrepubliken. Mit Eddie Rosners Band erreichte die Swingmusik in der UdSSR ihren Höhepunkt. Sie hatten viele Auftritte bis nach Wladiwostok, vor allem in der Truppenbetreuung. 1941 wurden sie zu einer Privatvorführung für den Generalsekretär der KPdSU nach Sotschi gebeten. Stalin gefiel die Aufführung, was Rosner und seine Band in dieser Zeit vor Repressionen schützte. Die kurzzeitig bestehende Offenheit gegenüber der US-amerikanischen Kultur während des Krieges führte für den sowjetischen Jazz zu goldenen Zeiten.
Nach Ende des Zweiten Weltkrieges änderte sich die Kulturpolitik jedoch wieder. So fiel Rosner, zumal als Jude und Ausländer, in Ungnade. So wurde er wie die meisten seiner Musiker verhaftet. Rosner hatte versucht, nach Polen zurückzukehren und wurde unter Vorwänden Ende des Jahres 1946 in Lemberg festgenommen. Er verschwand in sibirischen Lagern der Kolyma-Region. Er hatte dort jedoch die Gelegenheit, ein Quartett zu gründen, das ab 1947 in Kolyma auftrat und entging so der Zwangsarbeit. Der Kommandant, ein Jazzfan, der Rosners Band während des Krieges gehört hatte, sorgte dafür, dass die besten Jazzmusiker der Halbinsel in seiner Band versammelt wurden. Im Sommer 1947 reiste die Band unter Bewachung in die anderen Lager, um die Wachen, Gefängnisbeamte und ihre Frauen zu unterhalten. Schließlich bekam Rosner die Gelegenheit, das Orchester des Lagertheaters in Magadan (kurz Maglag) zu leiten. In diesem Orchester spielten viele exzellente verbannte Musiker aus Moskau und Jazzmusiker aus den Emigrantenkolonien von Shanghai und aus Harbin in der Mandschurei.
Nach Stalins Tod wurde Rosner Ende 1953 aus der Haft entlassen und versuchte 1954 in Moskau mit jüngeren Musikern eine Wiederbelebung der Band. Auch diese neue Formation, die bis 1971 vom Rosner geleitet wurde, sorgte für großes Aufsehen und bewährte sich schnell als eine der profiliertesten des Landes. Die Palette der gespielten Musik reichte von Originalstücken aus der Feder der westlich orientierten sowjetischen Komponisten und Arrangeuren über Swingversionen der Filmmusik eines Theo Mackebens oder Charlie Chaplins, traditionelle Jazzstandards, Evergreens („Stormy Weather“) bis hin zu modernen Jazzkompositionen aus dem Woody Herman, Count Basie, Quincy oder Thad Jones Repertoire. Im Laufe der Jahre hat sich Orchester Eddie Rosner mit seinen hochkarätigsten Musikern (Schlagzeuger Boris Matwejew, Multiinstrumentalist Dawid Goloschtschokin, Pianist Nikolai Lewinowski, Saxophonisten Gennadi Golstein und Alexander Pischtschikov) zu dem mit Abstand besten Klangkörper entwickelt.
Rosner hat auch der Entwicklung des Tangos, des Stils Easy Listening und der Revue in Russland beigetragen. Er erhielt zwar Auftrittsmöglichkeiten (darunter im Film Die Karnevalnacht sowie bei beliebten TV-Shows wie Blaues Lichtlein (Goluboj Ogonjok)) und einige Ehrungen, entdeckte und engagierte viele junge Talente, so auch Larissa Mondrus, begleitete bekannte Sänger, Tänzer, Entertainer und andere Stars, schrieb Lieder, war aber immer den Gefahren einer niederschmetternden offiziellen Kritik, allgegenwärtiger Reglementierung und Zensur ausgeliefert. So wurde er weder rehabilitiert noch in den Komponistenverband aufgenommen; auch Konzerte seines Orchesters im Ausland wurden nicht gestattet. Außerdem sank Ende der 1960er Jahre das Interesse der Kulturbehörden für die Form einer staatlichen Big Band, deren Anzahl man fortan drastisch reduziert hat.
Dies führte dazu, dass Rosner an einem weiteren Leben in der Sowjetunion nicht mehr interessiert war: Er stellte insgesamt acht Ausreiseanträge, die alle abgelehnt wurden. Während des Nixon-Besuchs gelang es ihm, sich als amerikanischer Tourist verkleidet in die amerikanische Botschaft einzuschleichen und bat dort den Botschafter, sich für seine Ausreise nach Deutschland einzusetzen. Zwangspensioniert und unter ein neues Aufführungsverbot geraten, durfte er 1973 ausreisen. Er starb dann verarmt und vergessen 1976 in Berlin und wurde am Jüdischen Friedhof Heerstrasse/Scholzplatz beigesetzt.
Im Sommer 2010 wurde in Berlin ein Eddie-Rosner-Jazzfestival (im Rahmen der Deutsch-Russischen Festtage) zum ersten Mal organisiert. Die Idee des Festivals geht auf die Initiative der 1998 gegründeten „Interessengemeinschaft Oscar Strok und Eddie Rosner“ (bekannt auch als Oskar Strock & Eddie Rosner Heritage Society), heutiger Internationalen Oskar Strock und Eddie Rosner Gesellschaft e. V. zurück. Die von der Internationalen Gesellschaft ins Leben gerufene Musikprojekte The Swinging PartYsans sowie The Oskar Strock & Eddie Rosner Orchestra konzentrieren sich bewusst auf Werke, die als Nachlass von Eddie Rosner gelten.
Seit dem 27. Mai 2018 erinnert an seinem Geburtshaus in der Gormannstrasse (Berlin) eine Gedenktafel an Eddie Rosner. Die Tafel wurde von der Oskar Strock und Eddie Rosner Heritage Society initiiert, mit Unterstützung der WBM – Wohnungsbaugesellschaft Berlin-Mitte hergestellt, montiert und feierlich eröffnet.